# Долне Орешани
Долне Орешани (на словашки: Dolné Orešany) е село в окръг Търнава, Търнавски край, западна Словакия. Населението му е 1430 души.
Разположено е на 200 m надморска височина, на 14 km северозападно от град Търнава. Площта му е 17,9 km². Кмет на селото е Юлияна Белицова.